# Hirt (Gemeinde Micheldorf)
Hirt ist eine Ortschaft in der Gemeinde Micheldorf im Bezirk Sankt Veit an der Glan in Kärnten (Österreich). Die Ortschaft hat 25 Einwohner (Stand 1. Jänner 2024). Sie liegt auf dem Gebiet der Katastralgemeinde Micheldorf und der Katastralgemeinde Lorenzenberg.

## Lage
Die Ortschaft liegt im Süden des Friesacher Felds, an der Metnitztal Landesstraße L62. Sie umfasst neben dem Ortskern beim ehemaligen Hochofen und der Brauerei auch einige weiter nördlich in der Thierry-Siedlung befindliche Häuser, die südwestlich an den Gemeindehauptort Micheldorf anschließen.

## Geschichte
1045 wird eine Kirche genannt. Dieser bis ins 19. Jahrhundert als Filialkirche von Straßburg genutzte Bau wurde im 19. Jahrhundert profaniert, in ein Wohnhaus umgebaut, und wird heute als Lagerraum genutzt.
Die älteste nachweisbare Erwähnung des Ortsnamens erfolgte 1121 als Hurden (bedeutet: bei der Hürde).
Ab 1554 ist in Hirt ein dem Bistum Gurk gehörendes Eisenwerk urkundlich nachweisbar, doch dürfte die Geschichte der Eisenverarbeitung im Ort noch deutlich weiter zurückreichen. Bis 1873 wurde in Hirt Eisen aus der Region um (Hüttenberg) und aus den Abbaugebieten bei Friesach verarbeitet. Das Hochofengebäude an der Metnitz steht unter Denkmalschutz.
Hirt ist heute vor allem für die Hirter Brauerei bekannt, die eine jahrhundertelange Brautradition vorweisen kann, aber erst in der zweiten Hälfte des 20. Jahrhunderts überregionale Bedeutung erlangte. Das als Gasthof der Brauerei benutzte Gebäude mit hofseitigem Laubengang stammt im Kern aus dem 16. Jahrhundert. Nördlich davon steht ein kleines Herrenhaus aus der ersten Hälfte des 19. Jahrhunderts.
Hirt gehörte in der ersten Hälfte des 19. Jahrhunderts zum Steuerbezirk Althofen (Herrschaft und Landgericht). Bei Gründung der Ortsgemeinden Mitte des 19. Jahrhunderts kam Hirt zunächst an die Gemeinde Friesach, 1892 an die aus Friesach herausgelöste und neu errichtete Gemeinde Micheldorf. Im Zuge der Gemeindestrukturreform 1973 wurde die Gemeinde Micheldorf aufgelöst; Hirt kam zurück an die Gemeinde Friesach. 1992 wurde die Gemeinde Micheldorf wiedererrichtet und umfasst seither auch wieder Hirt.

## Bevölkerungsentwicklung
Für die Ortschaft ermittelte man folgende Einwohnerzahlen:
- 1869: 9 Häuser, 82 Einwohner[4]
- 1880: 9 Häuser, 125 Einwohner[5]
- 1890: 9 Häuser, 120 Einwohner[6]
- 1900: 8 Häuser, 161 Einwohner[7]
- 1910: 16 Häuser, 159 Einwohner[8]
- 1923: 18 Häuser, 178 Einwohner[9]
- 1934: 149 Einwohner[10]
- 1961: 21 Häuser, 172 Einwohner[11]
- 2001: 21 Gebäude (davon 13 mit Hauptwohnsitz) mit 23 Wohnungen; 51 Einwohner und 1 Nebenwohnsitzfall; 21 Haushalte; 2 Arbeitsstätten, 1 land- und forstwirtschaftliche Betrieb[12]
- 2011: 19 Gebäude, 37 Einwohner, 16 Haushalte, 6 Arbeitsstätten[13]
- 2021: 19 Gebäude, 31 Einwohner, 13 Haushalte, 6 Arbeitsstätten[14]